# Sandler & Young

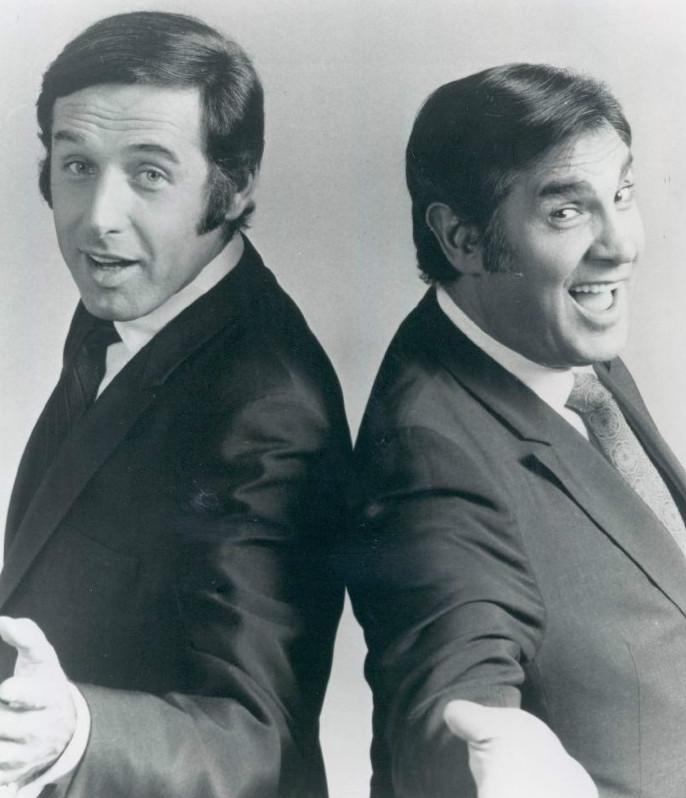
Sandler & Young in 1970

Sandler & Young was een Amerikaans entertainment-duo, gevormd door de in België geboren zanger Tony Sandler en de New Yorkse zanger Ralph Young.

## Geschiedenis
Ralph Young werd in 1918 geboren in New York (The Bronx)  als Raphael Israel. Aanvankelijk zong Ralph Young in lokale clubs. Na zijn militaire dienst in de Tweede Wereldoorlog werd hij zanger en entertainer bij de grotere Big Bands zoals die van Tommy Reynolds, Shep Fields en Les Brown. Hij werd ook solozanger in het nachtclub-circuit. In 1958 maakte hij deel uit van de cast van de Broadway-musical Whoop-Up. De Belg Tony Sandler (Lucien Joseph Santelé, geboren 1933 in Lauwe, West-Vlaanderen), genoot inmiddels heel wat faam en succes als zanger in België, Duitsland, Oostenrijk, Zwitserland, Engeland en Italië.
Beide zangers ontmoetten elkaar in 1963 toen ze samen werden gecast in de revue 'Casino de Paris' in Las Vegas met de Franse vedette Line Renaud. Het contract liep aanvankelijk voor zes maanden maar algauw werd dit met één en twee jaar verlengd. Het klikte nogal muzikaal tussen beide baritons en tussen de shows door begonnen ze samen te oefenen en werkten ze aan een eigen act. In 1965 besloten Young en Sandler de Casino de Paris vaarwel te zeggen en samen een act te beginnen.  

## Concerten in Las Vegas en de rest van de Verenigde Staten
Aanvankelijk traden Sandler & Young op in  de lounges van enkele hotels in Reno en Las Vegas. De komiek Phil Silvers ontdekte Sandler & Young in de Thunderbird Lounge in Las Vegas en stelde hen voor aan de actrice Polly Bergen. Ze besloot Sandler & Young in haar eigen show te integreren. Voor de première van Bergens show werd vanuit Los Angeles een Boeing 707 met 92 bekende Amerikanen gecharterd. 
In de show van Bergen traden Sandler & Young in totaal 11 minuten op tijdens haar kostuumwissels.  Maar de 11 minuten optreden gingen blijkbaar niet ongemerkt voorbij. De kritieken waren unaniem lovend en de Polly Bergen Show werd in de pers algauw de Polly Bergen/Sandler & Young Show genoemd.
Vanaf 1966 werden Sandler & Young nu regelmatig als hoofdact geboekt in de verschillende hotels en casino's op de Las Vegas Boulevard waar ze telkens voor diverse weken als Headliners op de affiche stonden naast andere beroemdheden op de Strip. Ze werden soms ook samen in combinatie geboekt met comedians zoals Bill Cosby, David Frye, Pat Cooper of met andere artiesten als Petula Clark, Shirley Bassey, Lena Horne en anderen. In de jaren 70 traden ze zowat 300 dagen per jaar op in Vegas, Reno en doorheen de Verenigde Staten. 
In 1966 traden ze op in Caesar's Palace en in het Starlite Theatre in het Riviera Hotel. Zij werden een vaste terugkerende act in het Flamingo HiltonHotel in de periode 1970, 1971, 1972, 1973, 1974, 1975. In 1976 traden ze opnieuw op in het Thunderbird Hotel. In 1977 werden ze geboekt in de Congo Room in het Sahara Hotel. De boekingen in Las Vegas liepen tot het midden van de jaren 80.
Ze traden ook op in de meest prestigieuze zalen doorheen Amerika en Canada onder andere  The Persian Room in de Plaza Hotel en Hotel Americana in New York, The Blue Room in Washington, de Cocoanut Grove (Ambassador Hotel) in Hollywood, The Shamrock in Houston, het Century Plaza Hotel in Los Angeles, enzovoort. In de pers werden ze omschreven als de 'Hottest act in Showbiz'.

## Televisie
Hun succes werd nog versterkt door de talrijke televisieoptredens. Ook waren ze graag geziene gasten in de populaire tv-shows. 
- The Tonight Show Starring Johnny Carson (02/12/1970, 05/04/1971, 28/06/1971, 06/12/1971, 17/01/1972, 24/04/1972, 01/10/1973)
- The David Frost Show (29/12/1969, 20/03/1970, 28/12/1971)
- The Today Show (11/05/1970)
- The Red Skelton Show (28/03/1967, 12/11/1968, 24/03/1970
- The Merv Griffin Show (08/01/1970 )
- The Joey Bishop Show(13/05/1968, 07/03/1969
- The Milton Berle Show (30/12/1966, 24/12/1968)
- Della (09/06/1966)
- The Mike Douglas Show (04/02/1966, 28/06/1966, 08/11/1966, 15/11/1966, 15/03/1967, 16/06/1967,  13/11/1967, 15/01/1968, 16/01/1968, 17/01/1968, 18/01/1968, 19/01/1968,  22/03/1968, 11/06/1968, 01/07/1968, 07/08/1968, 20/09/1968, 22/01/1969, 27/01/1970, 28/01/1970, 29/01/1970, 30/01/1970, 11/02/1970 27/01/1972, 31/05/1972, 22/11/1972, 13/12/1973, 18/12/1973)
- The Kraft Music Hall hosted by Sandler and Young (13 afleveringen in najaar 1969)
- The Dean Martin Show (29/02/1968)
- The Hollywood Palace (05/03/1966)
- The Andy Williams Show (27/12/1965)
- The Lee Philips Show (2 episodes: 01/07/1971 & 04/10/1971)
- The Roy Leonard Show (19/10/1971)
- Shivaree (TV Series : 1966 S2 episode 28)
- "THE ED SULLIVAN SHOW" (Aired:Season 19 Sept 20 1965, S20 Dec 19 1966, S21 Oct 16 1967, S21 Jan 8 1968, S22 Sept 1 1969 S22 Oct 21 1968 S 23 Dec 8 1969 and on Final Ed Sullivan Show aired March 29 1971)
- Two Chistmases" 1 uur TV show op Fox Tv dec 1972

In 1969 kregen ze hun eigen programma: de Kraft Music Hall bij NBC

## Albums
Bij de  première van de show van Polly Bergen in het Thunderbird Hotel in Las Vegas zat, naast tal van andere beroemdheden, ook Allan Livingstone, hoofd van het prestigieuze platenlabel Capitol Records in de zaal. Hij was zodanig onder de indruk van het duo dat hij Sandler & Young prompt een exclusief contract bij Capitol Records aanbood. Aanvankelijk werden een aantal singles opgenomen die niet onmiddellijk succesvol waren. 
In 1966 waagde Capitol zich om een LP op de markt te brengen 'Side by Side'. De producer was Dave Cavanaugh, de latere president van Capitol. Hij nam de muzikale arrangers onder de arm, Billy May en Jimmy Jones, die ook verantwoordelijk waren voor de succerssen van onder meer Nat King Cole, Peggy Lee, Nancy Wilson en Kay Starr. Deze eerste LP werd een succes en belandde gedurende 19 weken in de Amerikaanse Top Charts met een verkoop van meer dan één miljoen stuks. In het daaropvolgende decennium werden meer Lp's uitgebracht, waaronder de albums Pretty Things Come in Twos, On the Move, Honey Come Back, Odds & Ends, More and More, The 'In Person' Album, en The Christmas World of Tony Sandler & Ralph Young. Andere musical directeurs die voor Sandler and Young arrangementen schreven waren onder meer Luther Henderson, en Sid Feller. Het contract liep gedurende meer dan 10 jaar en ondertussen verkochten Sandler & Young miljoenen platen. 
Na de Capitol periode werden nog albums uitgebracht onder diverse platenlabels zoals Pickwick Records en PIP. waaronder de dubbele LP Sandler & Young: LIVE en Love Stories.
Midden de jaren 70 stichtten Sandler and Young hun eigen platenlabel RALTON Records met de albums Once More With Feeling, You've Got a Friend, Sandler & Young Go Country, The Many Moods of Tony Sandler & Ralph Young, Pause a While and Sandler & Young en  Sandler and Young Thank Irving Berlin.
In 1995 werd door Capitol Records een succesvolle cd met hoogtepunten gelanceerd onder de noemer Sandler & Young, Great Gentlemen of Song.
Deze cd verscheen in de Capitol-reeks 'Spotlight on...' met onder meer cd's van Nat King Cole, Peggy Lee, Mel Tormé, Nancy Wilson, Dean Martin, Judy Garland, Kay Starr, Al Martino en Sandler & Young. Datzelfde jaar kregen Sandler & Young hun eigen ster op de befaamde "Walk of the Stars" in Palm Springs.

## Addendum
Het duo Sandler & Young bleef actief tot midden de jaren 80, toen Ralph Young, inmiddels 65 en 16 jaar ouder dan Tony Sandler, zich terugtrok uit de showbusiness. Sandler toert nu nog heel succesvol als performer met een Europees en Amerikaans repertoire.
Sandler & Young heeft nog steeds een grote schare liefhebbers. In 2003 traden ze nog één keer samen op, in Palm Springs, tijdens een All star- herdenkingsconcert voor de slachtoffers van 11 september. De presentator van de show was oud-president Gerald Ford.
Op 22 augustus 2008 overleed Ralph Young op 90-jarige leeftijd in zijn huis te Palm Springs (Californië).